# Estación de tratamiento de agua potable

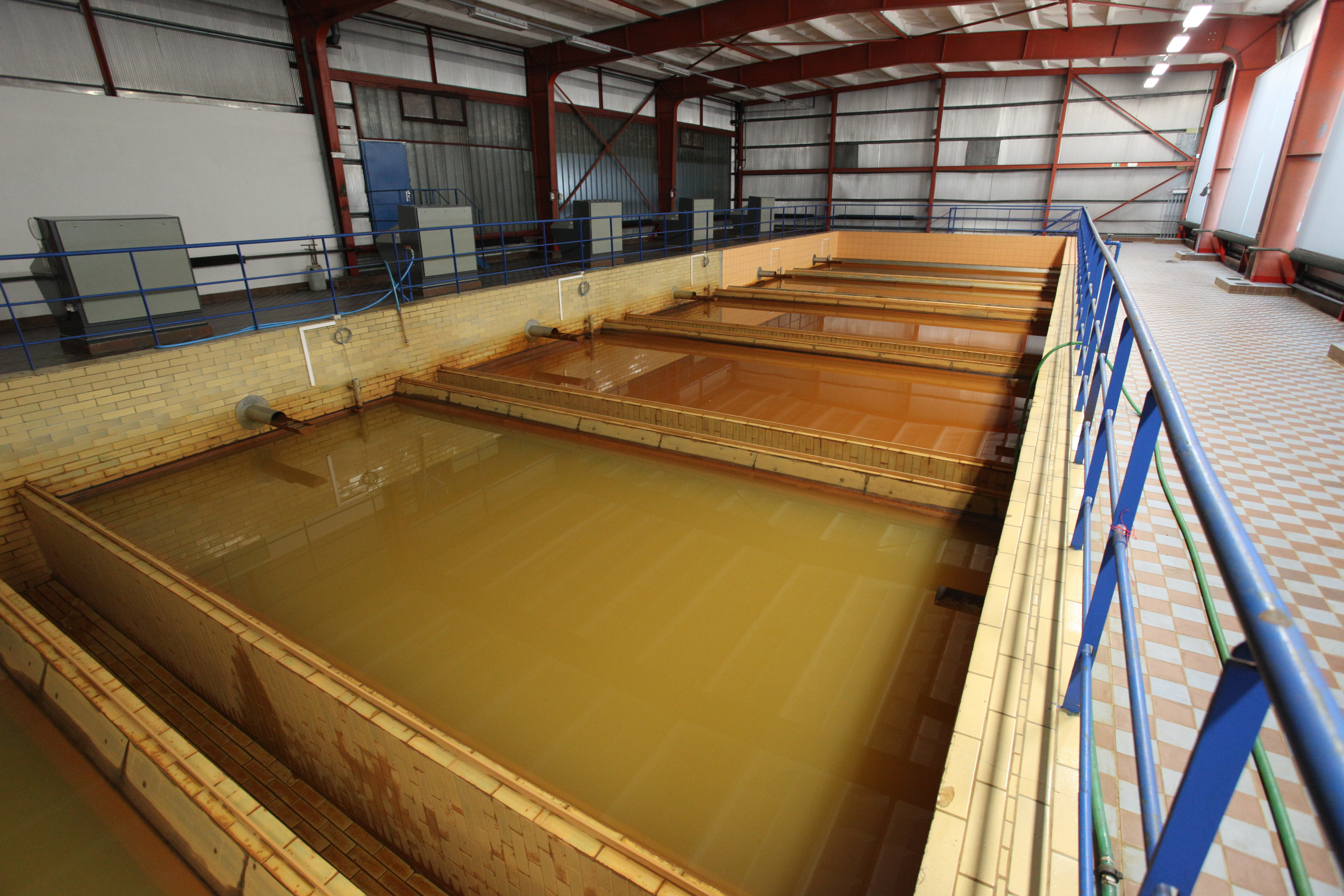
Filtración rápida en proceso del tratamiento de las aguas artesianas. Se filtra el agua de hierro coagulado, Káraný, República Checa.

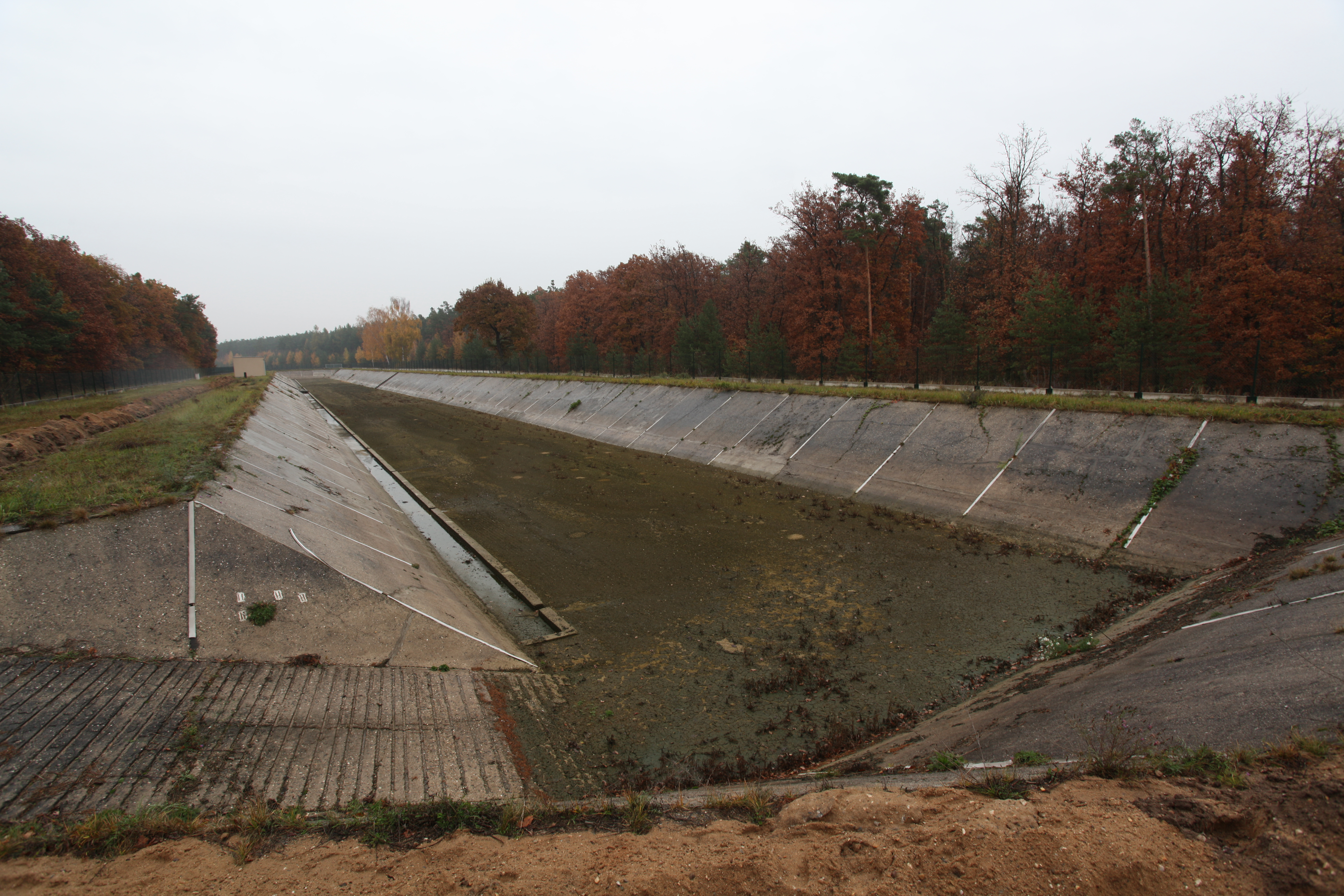
Infiltración lenta artificial en el proceso de la producción del agua potable, Káraný, República Checa.

Se denomina estación de tratamiento de agua potable (frecuentemente abreviado como ETAP), estación potabilizadora de agua (EPA) o planta de tratamiento de agua potable (PTAP) al conjunto de estructuras en las que se trata el agua de manera que se vuelva apta para el consumo humano. Estas plantas pueden ser de tipo convencional o de tipo compacta.
Las unidades de la planta varían de acuerdo al tipo de la misma, al estado del agua cruda a tratar o a la población servida. Las unidades son la captación, coagulación, floculación, sedimentación, filtración, cloración o desinfección y por último el almacenamiento y su respectiva distribución.
Existen diferentes tecnologías para potabilizar el agua, pero todas deben cumplir los mismos principios:
1. combinación de barreras múltiples (diferentes etapas del proceso de potabilización) para alcanzar bajas condiciones de riesgo.
2. tratamiento integrado para producir el efecto esperado.
3. tratamiento por objetivo (cada etapa del tratamiento tiene una meta específica relacionada con algún tipo de contaminante).

Si no se cuenta con un volumen de almacenamiento de agua potabilizada, la capacidad de la planta debe ser mayor que la demanda máxima diaria en el periodo de diseño. Además, una planta de tratamiento debe operar continuamente, aun con alguno de sus componentes en mantenimiento; por eso es necesario como mínimo dos unidades para cada proceso de la planta.

## Tipos de plantas
- ETAP de tecnología convencional: incluye los procesos de clarificación, floculación, decantación (o sedimentación) y filtración.
- ETAP de filtración directa: incluye los procesos de coagulación-decantación y filtración rápida, y se puede incluir el proceso de floculación.
- ETAP de filtración en múltiples etapas (FIME): incluye los procesos de filtración gruesa dinámica, filtración gruesa ascendente y filtración lenta en arena.

También puede utilizarse una combinación de tecnologías, y en cada una de las tecnologías nombradas es posible contar con otros procesos que pueden ser necesarios específicamente para remover determinada contaminación.